# El Encino, Querétaro Arteaga
El Encino är en ort i Mexiko.   Den ligger i kommunen Pinal de Amoles och delstaten Querétaro Arteaga, i den centrala delen av landet, 200 km norr om huvudstaden Mexico City. El Encino ligger 1 128 meter över havet och antalet invånare är 120.
Terrängen runt El Encino är kuperad söderut, men norrut är den bergig. Runt El Encino är det ganska tätbefolkat, med 52 invånare per kvadratkilometer. Närmaste större samhälle är Jalpan, 8,3 km öster om El Encino. I omgivningarna runt El Encino växer i huvudsak blandskog.